# Terugtocht van Gettysburg

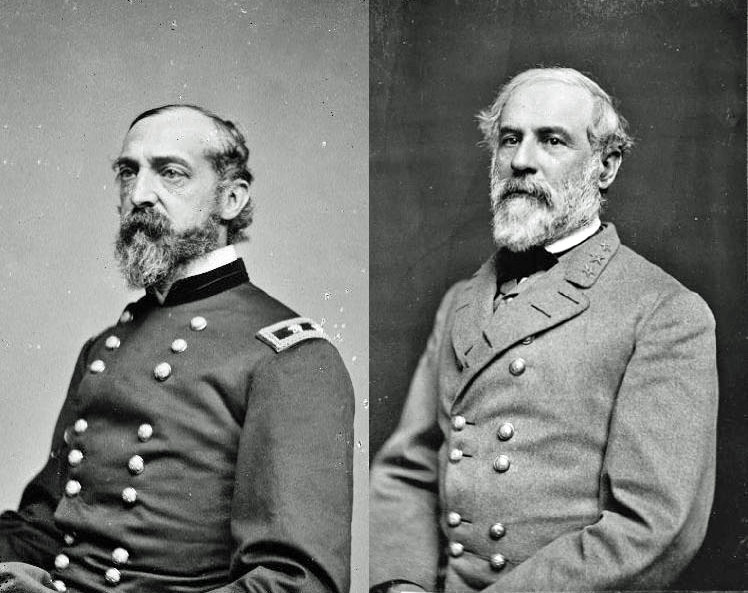
Bevelhebbers: Generaals Meade en Lee.

De Terugtocht van Gettysburg vond plaats tussen 4 juli en 23 juli 1863 in Pennsylvania en Maryland tijdens de Amerikaanse Burgeroorlog. Na de nederlaag van de Army of Northern Virginia in de Slag bij Gettysburg tussen 1 juli en 3 juli 1863 besliste generaal Robert E. Lee zijn gehavende leger terug te trekken naar Virginia. De Noordelijke Army of the Potomac onder leiding van George G. Meade kon niet snel genoeg manoeuvreren om het Zuidelijke leger klem te zetten en te vernietigen. Lee stak met zijn leger de Potomac over in de nacht van 13 juli op 14 juli.
De bagagetrein van het Zuidelijke leger en duizenden gewonden trokken zich via de passen van South Mountain en Cashtown terug. De colonne strekte zich uit over een afstand van 30 km en kreeg slecht weer, onbegaanbare wegen en vijandelijke aanvallen te verduren. Lees infanterie trok zich terug via Fairfield, Pennsylvania en Monterey Pass naar Hagerstown in Maryland. Toen ze de Potomac bereikt hadden, was de pontonbrug door vijandelijke aanvallen en de hoge waterstand vernietigd. Lee gaf onmiddellijk het bevel om een defensieve linie uit te bouwen en een nieuwe pontonbrug aan te leggen. Voordat Meade erin slaagde om de vijandelijke linies te verkennen en aan te vallen, slaagde Lee er al in om met zijn gehavende leger de Potomac over te steken.
De gevechtshandelingen, die voornamelijk uit cavalerieslagen, raids en schermutselingen bestonden, vonden plaats bij Fairfield (3 juli), Monterey Pass (4 en 5 juli), Smithsburg (5 juli), Hagerstown (6 en 12 juli), Boonsboro (8 juli), Funkstown (10 juli) en Williamsport en Falling Waters (tussen 6 en 14 juli). Enkele kleinere confrontaties na de oversteek van het Zuidelijke leger bij Williamsport vonden plaats bij Shepherdstown (16 juli) en Manassas Gap (23 juli) in Virginia. Hiermee eindigde de Gettysburgveldtocht in juni en juli 1863.

## Achtergrond
Het hoogtepunt van de drie dagen durende Slag bij Gettysburg was de grote infanterieaanval op het Noordelijke centrum op Cemetery Ridge die beter gekend is als Pickett’s Charge. Deze aanval werd met aanzienlijke verliezen afgeslagen. De Zuidelijken keerden terug naar hun eigen slaglinies en bereidden zich voor op een Noordelijke tegenaanval. Toen deze aanval maar niet kwam, besloot Lee om zijn gehavende leger terug te trekken naar Virginia. Zijn mogelijkheden om het Zuidelijke leger van de nodige voorraden te voorzien door van het platteland van Pennsylvania te leven was na de slag sterk verminderd. De Noordelijken konden snel versterkingen aanvoeren indien ze dit wensten. Iets wat Lee niet kon doen. Brigadegeneraal William N. Pendleton vertelde aan Lee dat de munitie voor de zware artillerie zo goed als op was. Toch bleef het moreel van het leger hoog, ondanks de zware verliezen van meer dan 20.000 soldaten en een aantal hogere officieren.
Na een bijeenkomst met zijn hoogste officieren besloot Lee tot het treffen van voorbereidingen voor de terugtocht tijdens de nacht van 3 juli. Hij consolideerde zijn communicatielijnen door het Second Corps onder leiding van luitenant-generaal Richard S. Ewell terug te trekken van Culp’s Hill en via Gettysburg naar Oak Ridge en Seminary Ridge te verplaatsen. De soldaten kregen het bevel om een verdedigingslinie aan te leggen van de Mummasburg Road naar de Emmitsburg Road over een afstand van 4 km. Lee besloot zijn grote bagagetrein zo snel mogelijk te evacueren en dit vóór de infanterie zou vertrekken. De bagagetrein bevatte ook ambulances met 8.000 gewonden. die fit genoeg waren om te reizen. Er werden ook enkele generaals meegestuurd die hoewel ze ernstig gewond waren toch meereisden omdat ze te belangrijk waren. Het merendeel van de Zuidelijke zware gewonden, ongeveer 6.800 soldaten, werden achtergelaten om door de Noordelijken verzorgd te worden.
Lee had twee mogelijkheden om zijn leger veilig te evacueren. Ofwel via South Mountain en de Cumberlandvallei. Van daaruit kon hij doormarcheren naar Williamsport om de Potomac over te steken. Ofwel kon hij de kortere route nemen via Fairfield, Pennsylvania en dan over de Monterey Pass en via Hagerstown naar veiliger oorden. Ook beschikte Lee nu over zijn volledige cavalerie om de nodige dekking te geven en verkenningen uit te voeren.
Het Zuidelijke leger zou echter moeilijkheden ondervinden bij het oversteken van de Potomac. Op 4 juli hadden stortbuien de rivier enorm doen toenemen. Hierdoor waren de natuurlijke oversteekplaatsen onbruikbaar geworden. Bij Falling Waters had de Noordelijke cavalerie de pontonbrug vernietigd. De enige mogelijkheid om de Potomac over te geraken was de kleine ferry bij Williamsport. De kans bestond dat Lee en zijn leger gevangen zaten met hun rug tegen de rivier zich dienden te verdedigen tegen Meades aanvallen.

## Samenstelling van de legers
De Noordelijke Army of the Potomac en de Zuidelijke Army of Northern Virginia behielden hun structuur zoals die bestond tijdens de Slag bij Gettysburg. Tegen 10 juli had het Noordelijke leger versterkingen gekregen waardoor hun getalsterkte op 80.000 soldaten stond. De Zuidelijken hadden geen versterkingen gekregen. Lee had nog 50.000 soldaten onder zijn bevel.
De Army of the Potomac diende verschillende officieren te vervangen. De chef-staf van Meade, generaal-majoor Daniel Butterfield raakte gewond op 3 juli en werd op 8 juli vervangen door generaal-majoor Andrew A. Humphreys. Brigadegeneraal Henry Price volgde Humphreys op als bevelhebber van het III Corps. Generaal-majoor John F. Reynolds sneuvelde op 1 juli. Zijn opvolger was generaal-majoor John Newton van het VI Corps. Generaal-majoor Winfield S. Hancock van het II Corps, gewond op 3 juli, werd vervangen door brigadegeneraal William Hays. Generaal-majoor William H. French, die de tijdelijke bevelhebber van het garnizoen in Harpers Ferry was geweest, verving de gewonde Daniel E. Sickels als bevelhebber van het III Corps op 7 juli. Boven op de verliezen door de strijd verloor Meade ook soldaten of regimenten waarvan de diensttijd verstreken was. Meade kreeg wel versterking van 10.000 soldaten onder leiding van generaal French die bij Maryland Heights gelegerd waren. Deze soldaten versterkten het I Corps en het III Corps. Uiteindelijk kreeg Meade 6.000 soldaten erbij. Tegen 14 juli werden de eenheden van Harpers Ferry, Maryland Heights en de passen bij South Mountain bij het leger gevoegd, nog eens goed voor een extra 11.000 tot 12.000 soldaten. Naast de Army of the Potomac had generaal-majoor Darius N. Couch ongeveer 7.600 soldaten bij Waynesboro, 11.000 soldaten bij Chambersburg en 6.700 soldaten bij Mercersburg. Deze “noodtroepen” werden in ijltempo getraind tijdens de invasie van Lee in Pennsylvania.
Lees leger behield de korpsen en hun bevelhebbers. De generaals Lewis A. Armistead, Richard B. Garnett, Isaac E. Avery sneuvelden. Generaal James L. Kemper en James J. Archer verdwenen in een krijgsgevangenkamp en generaal John Bell Hood, Wade Hampton, George T. Anderson, Dorsey Pender en Alfred M. Scales liepen ernstige verwondingen op.

## Generaal Imbodens bagagetrein

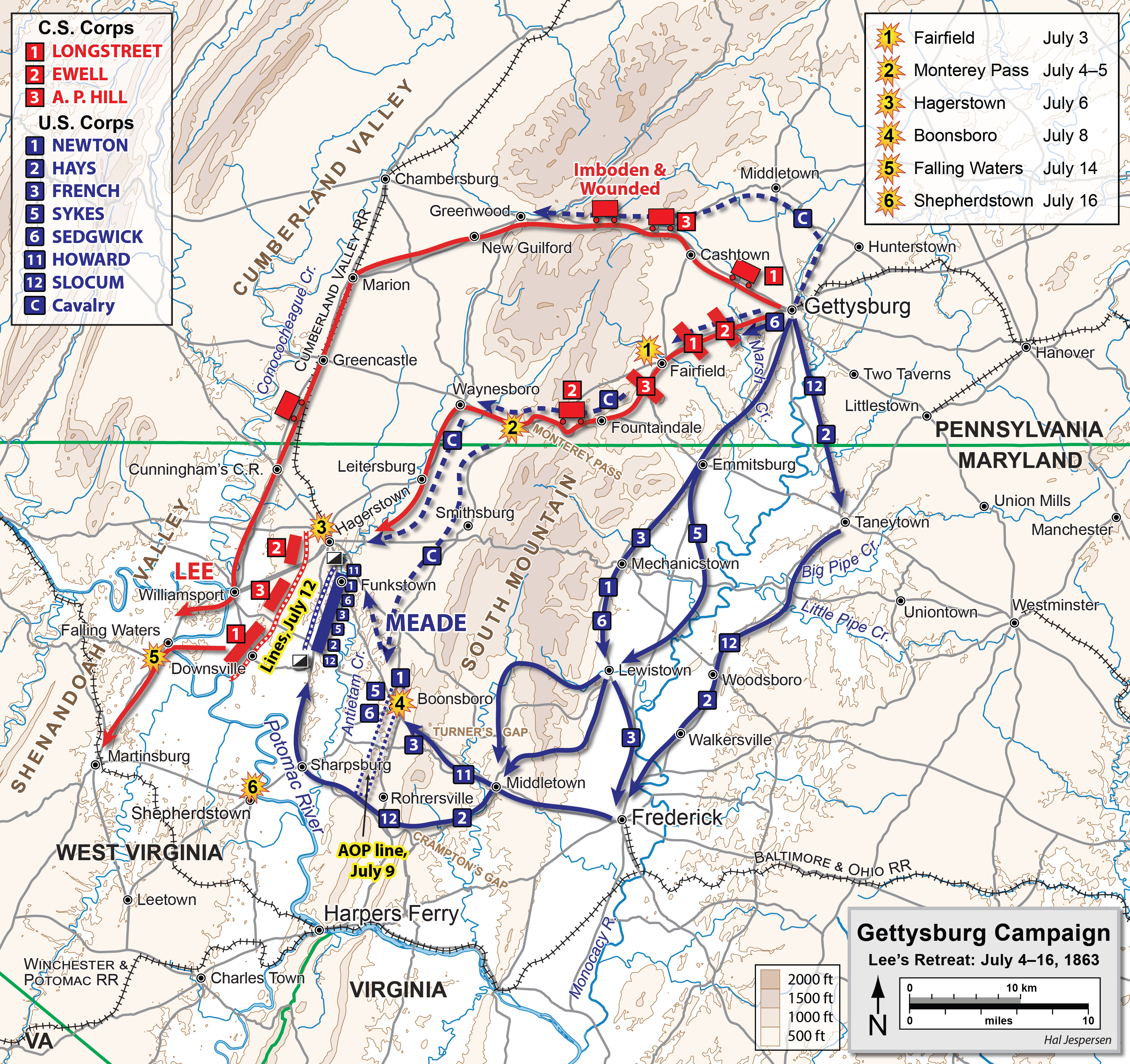
Gettysburgveldtocht (van 5 tot 14 juli)

Op 4 juli om 01.00u ontbood Lee brigadegeneraal John D. Imboden, een cavalerieofficier van Stuart naar zijn hoofdkwartier. Hij kreeg het bevel over de bagagetrein en moest die in veiligheid brengen. Imbodens 2.100 cavaleristen hadden nog geen rol van betekenis gespeeld in de veldtocht. Lee en Stuart hadden geen hoge dunk van de naar hun opinie ongedisciplineerde soldaten van Imbodens brigade. Voor begeleiding en bewaking van bijvoorbeeld bagagetreinen waren ze echter wel geschikt geacht. Naast zijn ene artilleriebatterij kreeg Imboden er vijf ander bij. De brigades van Fitzhugh Lee en Wade Hampton (onder leiding van kolonel Laurence S. Baker) dienden de flanken en achterhoede veilig te stellen. Op 4 juli zou Imboden vertrekken naar Cashtown om via Fayetteville naar Williamsport te marcheren. Daar kon hij de Potomac oversteken en de bagagetrein begeleiden tot in Martinsburg, West Virginia. Daarna diende hij terug te keren naar Hagerstown om de achterhoede van het Zuidelijke leger te helpen beschermen.
Imbodens bagagetrein bestond uit honderden karren die zich over 30 km langs smalle wegen uitspreidden.Het was geen kleine taak om deze karren te verzamelen, te laden met voorraden en gewonden en van escortes te voorzien zodat hij pas in de late namiddag van de 5e juli kon vertrekken. De tocht ging over slechte wegen en het weer was bar slecht. Imboden had orders gekregen om niet te stoppen tot hij zijn doel bereikt had. Dit betekende ook dat kapotte wagens dienden achtergelaten te worden. De colonne werd verschillende keren aangevallen. Op 5 juli door de inwoners van Greencastle, Pennsylvania. Rond de middag viel kapitein Abram Jones met 200 cavaleristen van de 1st New York Cavalry en de 12th Pennsylvania Cavalry de colonne aan. Hun buit bedroeg 134 karren, 600 paarden en muilezels en 645 krijgsgevangenen. De helft waren gewond.

## DeSlag bij Fairfielden deSlag bij Monterey Pass

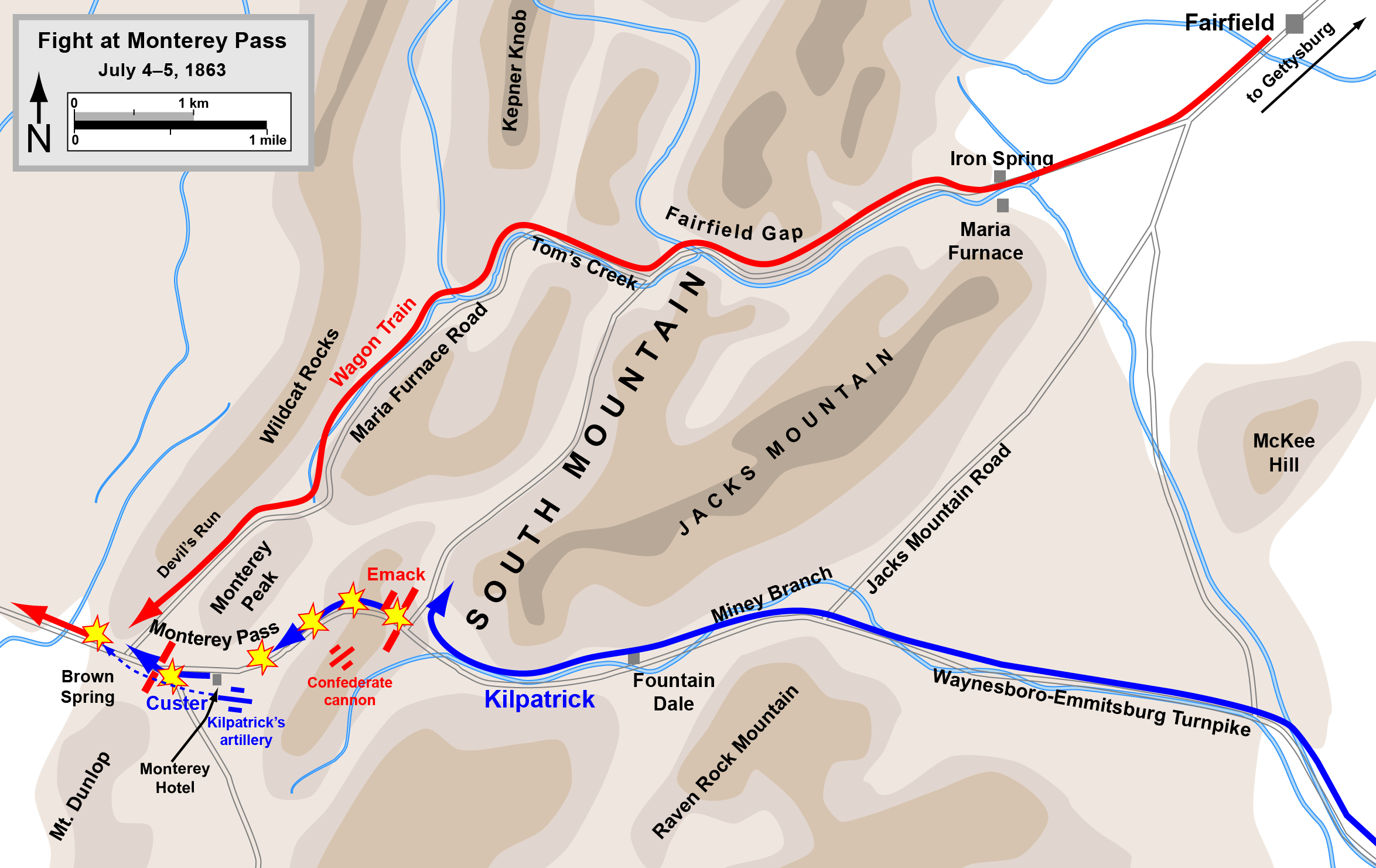
Slag bij Monterey Pass

Na het invallen van de duisternis vertrok Hills Third Corps via de Fairfield Road. Hij werd gevolgd door het First Corps van luitenant-generaal James Longstreet en het Second Corps van Richard S. Ewell. Lee reed mee met Hill aan het hoofd van de colonne. De brigades van kolonel John R. Chambliss en brigadegeneraal Albert G. Jenkins dienden de terugtocht te dekken. Lee had nu verschillende uren voorsprong op zijn Noordelijke tegenstander.
Meade aarzelden om onmiddellijk de achtervolging in te zetten omdat hij vreesde dat Lee nog eens zou aanvallen. Zijn orders luidden nog steeds dat hij Baltimore en Washington, D.C. moest verdedigen. Meade dacht dat de Zuidelijken de passen bij South Mountain hadden versterkt. Daarom stelde hij het plan op om Lee te achtervolgen langs de oostzijde van South Mountain om dan de verschillende passen ten westen van Frederick, Maryland in te nemen. Zo kon hij de linkerflank van Lee bedreigen toen die de Cumberlandvallei zou doortrekken. Deze veronderstelling van Meade was echter verkeerd. De passen van South Mountain waren niet versterkt en Fairfield werd slechts door twee kleine cavaleriebrigades bewaakt. Mocht Meade Fairfield bezet hebben, dan was Lee wel verplicht om zich al vechtend een weg door Fairfield te banen terwijl zijn achterhoede nog blootgesteld zou zijn aan de rest van het Noordelijke leger bij Gettysburg. Ofwel zou Lee de langere en moeilijker weg via Cashtown Pass moeten nemen.
Op 3 juli, terwijl Pickett’s Charge in volle gang was, had de Noordelijke cavalerie een unieke kans om de eventuele terugtocht van Lee te bemoeilijken. Brigadegeneraal Wesley Merrit had het bevel gekregen van generaal-majoor Alfred Pleasonton om vanuit Emmitsburg, Maryland de Zuidelijke achterhoede en linkerflank aan te vallen langs Seminary Ridge. Toen Merrit een verslag in handen kreeg van aanwezigheid van een Zuidelijke bagagetrein bij Fairfield, stuurde hij 400 van zijn cavaleristen onder leiding van majoor Samuel H. Starr erop af. Voordat de Noordelijken hun doel bereikten, werden ze aangevallen door de 7th Virginia Cavalry onder leiding van brigadegeneraal William E. "Grumble" Jones. Dit resulteerde in de Slag bij Fairfield. Bij de gevechten vielen er 242 Noordelijken tegenover 44 Zuidelijken. Deze kleine slag zou van strategisch doorslaggevend belang zijn.
In de vroege ochtend van de 4e juli stuurde Meade de cavalerie eropuit om de vijandelijke achterhoede aan te vallen. Acht van zijn negen cavaleriebrigades werden ingezet. De brigade van kolonel John B. McIntosh van Greggs divisie was de enige uitzondering. Kolonel. J. Irvin Greggs brigade reed naar Cashtown via Hunterstown en de Mummasburg Road. De andere brigades reden vanuit Gettysburg in Zuidelijke richting. Brigadegeneraal John Bufords divisie reed vanuit Westminster, Maryland rechtstreeks naar Frederick. Daar sloot hij in de nacht van 5 juli zich aan bij Merrit.
In de late namiddag van de 4e juli hield Meade een krijgsraad met zijn korpsbevelhebbers. Ze besloten de infanterie slechts in te zetten wanneer Lee in beweging zou komen. Indien de Zuidelijken zich zouden terugtrekken zou de cavalerie de achtervolging inzetten. Brigadegeneraal Gouverneur K. Warren kreeg het bevel om met een divisie van generaal-majoor John Sedgwicks VI Corps de Zuidelijke linies te verkennen. Hiermee hoopte Meade de bedoelingen van Lee te kunnen achterhalen. Butterfield ontving het bevel om de Army of the Potomac in drie vleugels in te delen. Sedgwick kreeg het I, III en VI Corps. Generaal-majoor Henry W. Slocum kreeg het II en XII Corps en generaal-majoor Oliver O. Howard kreeg het V en XI onder zijn bevel. In de ochtend van de 5e juli ontving Meade het nieuws dat Lee zich had teruggetrokken. Meade twijfelde echter om de achtervolging in te zetten. Hij wachtte liever op het rapport van Warrens verkenningstocht.
De Slag bij Monterey Pass begon op 4 juli toen de zon reeds onderging. Toen arriveerde brigadegeneraal Judson Kilpatricks cavaleriedivisie bij Fairfield. De voorposten van brigadegeneraal Beverly Robertson werden verjaagd. De 4th North Carolina Cavalry, ondersteund door één batterij, slaagden erin om de Noordelijke opmars te vertragen tot na middernacht. Kilpatrick stuurde brigadegeneraal George A. Custer naar voren die met de 6th Michigan Cavalry een charge uitvoerde. Custer stootte door en viel een bagagetrein aan. Verschillende karren, ezels en paarden werden veroverd en 1.360 Zuidelijken werden gevangengenomen.
Na de nacht doorgebracht te hebben bij Montery arriveerde Kilpatricks divisie Smithsburg, Maryland rond 14.00u op 5 juli. Na een korte schermutseling met Stuart trok Kilpatrick zich terug naar Boonsboron Maryland waar hij rond middernacht aankwam.

## De verkenningsopdracht van Sedgwick
In de vroege ochtend van de 5e juli vertrok het korps van Sedgwick op verkenning. In plaats van één divisie was het volledige korps vertrokken. In de late namiddag botste het op de achterhoede van Ewells korps op Granite Hill bij Fairfield. Dit resulteerde echter in een kleine schermutseling die geen invloed had op de posities van de Zuidelijken. Ze hadden hun tenten ongeveer 2,5 km verderop opgezet bij Fairfield. Warren berichtte Meade dat hijzelf en Sedgwick geloofden dat Lee zijn leger rond Fairfield concentreerde om opnieuw slag te leveren. Meade liet zijn leger halt houden en stuurde Sedgwick in de vroege ochtend van de 6e juli eropuit om Lees bedoelingen te achterhalen en de bergpassen te verkennen. Toen Sedgwick opperde dat het gevaarlijk was om een volledig korps naar bergachtig terrein te sturen in opkomende mist, liet Meade het plan tegen de middag varen. Hij zette zijn opmars naar Middletown in Maryland verder. Deze vertragingen bezorgden Lee kostbare uren waardoor hij uiteindelijk zijn leger zou kunnen in veiligheid brengen. Meade zou hiervoor nog zware kritiek krijgen.
De Noordelijke opmars werd pas voortgezet toen Ewell zich had teruggetrokken uit Fairfield. De Noordelijken volgden op een veilige afstand. Lee was echter voorbereid op een eventuele aanval op zijn achterhoede. Ewell liet de divisie van generaal-majoor Robert E. Rodes een slaglinie vormen totdat Lee door de Monterey Pass was getrokken.

## Achtervolging tot in Williamsport (Slag bij Williamsport,Slag bij Boonsboro,Slag bij Funkstown).
Buford kreeg de opdracht om de bagagetrein onder leiding van Imboden te zoeken en te vernietigen voor hij de Potomac kon oversteken. Hagerstown was de sleutel tot het Noordelijke succes. Indien het stadje kon veroverd worden, zouden ze er misschien in slagen om de Zuidelijke terugtocht te vertragen of zelfs volledig te blokkeren. Op 6 juli vertrok Kilpatricks divisie uit Monterey. In Hagerstown verjoeg hij de twee kleine brigades van Chambliss en Robertson. Kilpatrick werd op zijn beurt verjaagd door een tegenaanval van brigadegeneraal Alfred Iversons infanterie. Chambliss, Robertson en Iverson kregen versterking van de rest van Stuarts brigade en twee brigades van Hoods divisie. Hagerstown bleef in Zuidelijke handen.
Buford had ondertussen de vijandelijke bagagetrein gevonden. Hij vroeg Kilpatrick om steun. Stuarts cavaleristen vielen echter de achterhoede en rechterflank van Kilpatrick aan. Kilpatrick moest zich terugtrekken waardoor ook Bufords linies bedreigd werden. De volgende ochtend ondernam Buford nog een poging maar werd door Imbodens soldaten teruggeslagen.
De Slag bij Boonsboro vond plaats op 8 juli. Stuart rukte op naar Funkstown en Williamsport met vijf brigades. Hij ontmoette Noordelijke tegenstand bij de Beaver Creek Bridge op ongeveer 7 km van Boonsboro. Rond 11.00u hadden de Zuidelijken de Noordelijken terug gedrongen tot op natte weilanden. De strijd werd te voet verdergezet. In de late namiddag brak de linie van Kilpatrick. Zijn soldaten hadden te weinig munitie over om de strijd voort te zetten. Rond 19.00u arriveerde Noordelijke infanterie waarna Stuart zich terugtrok in noordelijke richting naar Funkstown, Maryland.
Stuarts aanwezigheid in Funkstown bedreigde de Noordelijke opmars naar Williamsport. De Noordelijke achterhoede en rechterflank kon aangevallen worden. Op 10 juli naderde Bufords cavalerie Funkstown. Rond het stadje had Stuart een halvemaanvormige, 5 km lange slaglinie aangelegd. Deze confrontatie zou de Slag bij Funkstown worden. De brigade van kolonel Thomas C. Devin liet zijn cavaleristen de vijand te voet aanvallen rond 08.00u. In de loop van de namiddag hadden ze weinig vooruitgang geboekt en ze hadden nog weinig munitie over. Op dit moment arriveerde kolonel Lewis A. Grants First Vermont Brigade en viel de brigade van brigadegeneraal George T. Anderson aan. Tegen de avond trokken Bufords mannen zich terug naar Beaver Creek waar de I, VI en XI Corps lagen gelegerd.
Buford en Kilpatrick behielden hun vooruitgeschoven stellingen rond Boonsboro. Daar wachtten ze de komst van de Army of the Potomac af. Ondertussen stuurde generaal French soldaten eropuit om de spoorweg en brug bij Harpers Ferry te vernietigen en Maryland Heights te bezetten. Zo voorkwam French dat de Zuidelijken eventueel de Noordelijken zouden kunnen flankeren via Frederick.

## Confrontatie bij de Potomac
De Noordelijke infanterie was onderweg sinds de ochtend van de 7e juli. Op de eerste dag marcheerde Slocums vleugel 44 km van Littlestown, Pennsylvania naar Walkersville, Maryland. Delen van het XI Corps hadden diezelfde dag afstanden afgelegd van meer dan 50 km tussen Emmitsburg en Middletown. Op 9 juli had Meade het merendeel van zijn leger tussen Rohrersville, Maryland en Boonsboro geconcentreerd. Andere Noordelijke eenheden hadden stellingen ingenomen bij de Maryland Heights en Waynesboro om de flanken te beschermen. Deze mars was met de nodige moeilijkheden en vertragingen verlopen. Op 7 juli hadden ze last van zware regenval. Het III en V Corps moesten lange omwegen maken om hun doelen te bereiken.
De Zuidelijke achterhoede bereikte Hagerstown in de ochtend van de 7e juli. Ze maakten onmiddellijk werk van defensieve linies. Op 11 juli hadden ze een linie aangelegd over een afstand van 9 km. Hun rechterflank was verankerd op de Potomac bij Downsville, Maryland.
De linkerflank bevond zich op 2,5 km ten zuiden van Hagerstown. Hier bewaakten ze de enige weg die naar Williamsport liep. De Zuidelijken bouwden indrukwekkende verdedigingswerken die bijna 2 m dik waren en op regelmatige afstand voorzien waren van geschutsemplacementen. Het korps van Longstreet bezette de rechterflank. Hills korps nam het centrum voor haar rekening en Ewell stond op de linkerflank opgesteld. De defensieve linie was klaar op 12 juli toen de Noordelijken eraan kwamen.
Op 12 juli stuurde Meade een telegram naar opperbevelhebber Henry W. Halleck dat hij de volgende dag zou aanvallen. (Vooropgesteld dat er niets onverwachts zou gebeuren. Meade riep zijn officieren bijeen diezelfde avond. Van de zeven hogere officieren die aanwezig waren, waren brigadegeneraal James S. Wadsworth en generaal-majoor Oliver O. Howard voor een aanval. De tegenstanders wezen op het gebrek aan voorafgaande verkenningen. Op 13 juli verkende Meade persoonlijk de vijandelijke stellingen. Hij vaardigde orders uit naar zijn korpsbevelhebbers om de volgende ochtend, 14 juli, een grote verkenningsactie uit te voeren.

## Lee steekt de Potomac over
Toen Lee zijn linies inspecteerde in de ochtend van 13 juli, kon hij maar moeilijk geloven dat de Noordelijken zelf loopgraven en redoutes aanlegden in plaats van aan te vallen. Ondertussen hadden de Zuidelijke genisten een nieuwe pontonbrug gebouwd over de Potomac. De oversteek zou op Lees bevel beginnen na het invallen van de duisternis. Longstreets en Hills korps en de artillerie zouden de pontonbrug gebruiken. Ewells korps zou de rivier bij Williamsport oversteken.
Volgens het order van Meade zouden vier korpsen om 07.00u op 14 juli de vijandelijke stellingen ‘verkennen’. Toen de soldaten wilden vertrekken, ontving Meade de eerste berichten dat de vogel gaan vliegen was. De voorste verkenners vonden lege loopgraven. Om 08.30u gaf Meade het bevel aan zijn leger om de achtervolging in te zetten. De cavalerie onder leiding van Buford en Kilpatrick vielen Lees achterhoede, onder leiding van generaal-majoor Henry Heth, aan op 2 km van Falling Waters. De Zuidelijken werden verrast. Kilpatrick voerde charge na charge uit en Buford viel de vijandelijke achterhoede en rechterflank aan. De divisies van Heth en Pender verloren meer dan 2.000 soldaten. Brigadegeneraal J. Johnston Pettigrew, die Pickett’s charge had overleefd, viel dodelijk gewond neer bij Falling Waters.
Dit kleine succes op Heths divisie kon de algemene frustratie over het ontsnappen van Lees leger niet goedmaken. President Abraham Lincoln zei hierover:" We hadden ze binnen bereik. We hoefden slechts onze handen uit te steken en ze waren de onze. En niets wat ik zei of deed kon het leger doen bewegen."

## Shepherdstown en deSlag bij Manassas Gap
Hoewel de meeste schrijvers het einde van de Gettysburgveldtocht plaatsen bij de oversteek van het Zuidelijke leger over de Potomac op 13 en 14 juli, vonden er langs de weg nog verschillende schermutselingen en confrontaties plaats. Op 16 juli verdedigden de brigades van Fitzhugh Lee en Chambliss de oversteekplaatsen over de Potomac bij Sherperdstown. De Noordelijke cavaleriedivisie van David Gregg viel de Zuidelijken aan. Ze slaagden er echter niet in om de Zuidelijken te verjagen.
Op 17 en 18 juli stak de Army of the Potomac de rivier over bij Harpers Ferry en Berlin (wat nu Brunswick, Maryland is). Het leger marcheerde langs de oostelijke zijde van de Bleu Ridge Mountains. Meade probeerde zijn leger tussen die van Lee en Richmond te manoeuvreren. Op 23 juli werd het III Corps onder French eropuit gestuurd om de Zuidelijke colonne bij Front Royal aan te vallen via Manassas Gap. Bij dageraad viel French brigadegeneraal James A. Walkers brigade aan. Walker werd teruggedrongen. Rond 16.30u was zijn linie bijna op het breekpunt toen het versterking kreeg van generaal-majoor Robert E. Rodes divisie. Bij het invallen van de duisternis hielden de slecht gecoördineerde aanvallen op. De Zuidelijken trokken zich tijdens de nacht terug naar de Lurayvallei. Het Noordelijke leger trok Front Royal binnen op 24 juli. Lees leger was ondertussen in veiligheid gebracht.

## Gevolgen
De terugtocht was het sluitstuk van Lees laatste offensieve veldtocht. Hierna had de Army of Northern Virginia het initiatief verloren. De Zuidelijken verloren tijdens de terugtocht 5.000 soldaten. Daaronder vielen de 1.000 gevangenen bij Monterey Pass, 1.000 die gevangen werden genomen door Greggs divisie, 500 bij Cunningham’s Crossroads, 1.000 bij Falling Waters en 460 cavaleristen en 300 infanteristen en artilleristen die gesneuveld waren tijdens de verschillende schermutselingen. De Noordelijken verloren ongeveer 1.000 soldaten. Dit waren voornamelijk cavaleristen waaronder 263 van Kilpatricks divisie en ongeveer 120 van Bufords divisie. De totale verliezen voor de veldtocht voor de Noordelijken bedroeg 30.100 soldaten tegenover 27.000 Zuidelijken.
Meade werd zwaar bekritiseerd na de ontsnapping van Lee net zoals zijn voorganger generaal-majoor George B. McClellan na de Slag bij Antietam. Onder zware druk van Lincoln vocht Meade nog twee veldtochten tegen Lee in het najaar van 1863.(Bristoeveldtocht en Slag bij Mine Run. Beide veldtochten mislukten.

## Aanbevolen lectuur
- Coddington, Edwin B. The Gettysburg Campaign; a study in command. New York: Scribner's, 1968. ISBN 0-684-84569-5.
- Foote, Shelby. The Civil War: A Narrative. Vol. 2, Fredericksburg to Meridian. New York: Random House, 1958. ISBN 0-394-49517-9.
- Gottfried, Bradley M. The Maps of Gettysburg: An Atlas of the Gettysburg Campaign, June 3 – June 13, 1863. New York: Savas Beatie, 2007. ISBN 978-1-932714-30-2.
- Laino, Philip, Gettysburg Campaign Atlas. 2nd ed. Dayton, OH: Gatehouse Press 2009. ISBN 978-1-934900-45-1.
- Petruzzi, J. David, and Steven Stanley. The Complete Gettysburg Guide. New York: Savas Beatie, 2009. ISBN 978-1-932714-63-0.
- Symonds, Craig L. American Heritage History of the Battle of Gettysburg. New York: HarperCollins, 2001. ISBN 0-06-019474-X.
- Wittenberg, Eric J., J. David Petruzzi, and Michael F. Nugent. One Continuous Fight: The Retreat from Gettysburg and the Pursuit of Lee's Army of Northern Virginia, July 4-14, 1863. New York: Savas Beatie, 2008. ISBN 978-1-932714-43-2.
- Woodworth, Steven E. Beneath a Northern Sky: A Short History of the Gettysburg Campaign. Wilmington, DE: SR Books (scholarly Resources, Inc.), 2003. ISBN 0-8420-2933-8.